# 경릉 (덕녕공주)
경릉(頃陵)은 고려 제28대 충혜왕의 정비인 덕녕공주의 능이다. 현재 정확한 위치는 알 수 없다.